# Cryptanthus fernseeoides
Cryptanthus fernseeoides é uma espécie de  planta do grupo Cryptanthus, da família das bromélias.

## Taxonomia
A espécie foi decrita em 1996 por Elton Martinez Carvalho Leme.

## Conservação
A espécie faz parte da Lista Vermelha das espécies ameaçadas do estado do Espírito Santo, no sudeste do Brasil.

## Distribuição
A espécie é endêmica do Brasil e encontrada no estados brasileiro do Espírito Santo.